# Gallienus
Publius Licinius Egnatius Gallienus (218 – září 268 u Milána) byl římský císař vládnoucí v letech 253–268. Jeho otcem byl předcházející císař Valerianus, matkou Egnatia Mariniana, dcera Egnatia Victora Mariniana.
Mezi císaři panujícími ve 3. století měl Gallienus zvláštní postavení. Byl císař s intelektuálními zájmy a širokým rozhledem, jenž převyšoval většinu svých současníků. Byl velmi schopný řečník, jeho zálibou byla řecká kultura a podporoval novoplatonského filozofa Plótína. Zároveň byl však i dobrý vojevůdce a organizátor, což v neklidném 3. století bylo důležité.

## Původ a kariéra
Gallienus pocházel z urozené senátorské rodiny, z matčiny strany snad svázané s Etrurií, konkrétně s městem Falerii Novi. S manželkou Iulií Saloninou měl tři syny, Valeriana, Salonina a Mariniana, posledního zcela jistě už jako samovládce. Jeho kariéra před rokem 253, kdy se jeho otec Valerianus stal císařem, je zcela neznámá. svůj první konzulát zastával až v roce 254.

## Proklamace za císaře
Do čela římské říše se Gallienus dostal v září či v říjnu 253, jen několik týdnů po otcově vítězství v občanské válce s Aemilianem, když mu bylo zhruba 35 let. Nejprve ho provolali caesarem, ale brzy poté i augustem, čímž formálně získal stejné postavení jako jeho otec Valerianus. Bližší okolnosti proklamace nejsou známy, je však zřejmé, že císař Valerianus tím navazoval na politiku Maximina Thráka, Philippa Araba, Decia a Treboniana Galla, kteří ve snaze zvýšit prestiž svého rodu zahrnuli syny tituly a výsadami. Během občanské války, která mu zajistila trůn, vyplenili Peršané řadu syrských měst včetně lidnaté Antiochie nad Orontem a také germánské kmeny sporadicky útočily na provincie podél Rýna a Dunaje. Bylo třeba bojovat na několika frontách současně a Gallienus jako dospělý muž mohl být v tomto směru jen k užitku.

## Otcovým spoluvladařem
| 253     | prohlášen otcem za spoluvládce                        |
| 254–256 | pobyt na Balkáně                                      |
| 257–259 | pobyt na Rýně                                         |
| 260     | vítězství nad Alamany u Milána; otcovo zajetí Peršany |
| 260–261 | boje s uzurpátory                                     |
| 264     | pobyt v Řecku                                         |
| 265     | tažení proti Postumovi                                |
| 268     | vítězství nad Góty; smrt u Milána                     |

Oba císaři se roku 254 vypravili do boje. Valerianus se rozhodl, že sám obnoví klid ve východních provinciích, zatímco syn měl střežit hranici na Dunaji. V příštích sedmi letech své vlády, snad s výjimkou krátkého období v roce 257 trávil Gallienus čas pouze ve vojenských táborech. Gallienův vojevůdce Aureolus v tomto období vyjednal s markomanským vládcem Attalem dohodu o ochraně římských hranic na Dunaji. Zárukou plnění dohody byla Attalova dcera Pipara, kterou Aureolus vzal do Říma jako rukojmí. Pipara se stala Gallienovou milenkou či konkubínou. Gallienus poté střídavě bojoval na Balkáně i na Rýně a patrně v této době začal reformovat římskou armádu. Vytvořil mobilní těžkou jízdu pod Aureolovým vedením, jež mohla být rychle nasazena na jakékoli ohrožené místo v pohraničí. Svého syna Valeriana ustanovil caesarem a po jeho předčasné smrti udělil stejnou hodnost i mladšímu synu Saloninovi. V bitvě u Milána porazily císařské legie alamanské nájezdníky, čímž Gallienus ochránil samotný Řím. 

## Samovládce

### Krize a konsolidace moci
Asi v červnu 260 upadl císař Valerianus u Edessy do perského zajetí, a Gallienus se tak ocitl nezávidění hodném postavení. Nejenže se načas zhroutila celá římská obrana na východě a Peršané vyplenili provincie Sýrii, Kilíkii a Kappadokii, ale proti Gallienovi rychle povstalo několik provinčních velitelů, usilujících svrhnout celý valerianovský rod. Trvalo téměř půldruhého roku, než Gallienus dostal situaci pod kontrolu. Dva uzurpátory, Ingenua a Regaliana, porazil v bitvě, Macriana, Quieta a Aemiliana zlikvidovali jeho velitelé a spojenci. Na západě mu odepřela poslušnost Galie, Británie a Hispánie, kde se zmocnil vlády dolnogermánský místodržitel Marcus Cassianius Postumus, na východě padlo do rukou palmýrského knížete Septimia Odaenatha přinejmenším pět provincií. I když Odaenathus uznával Galliena za svého císaře a jen Postumus se otevřeně stavěl na odpor, krize z let 260–261 podstatně oslabila moc římského ústředí. 

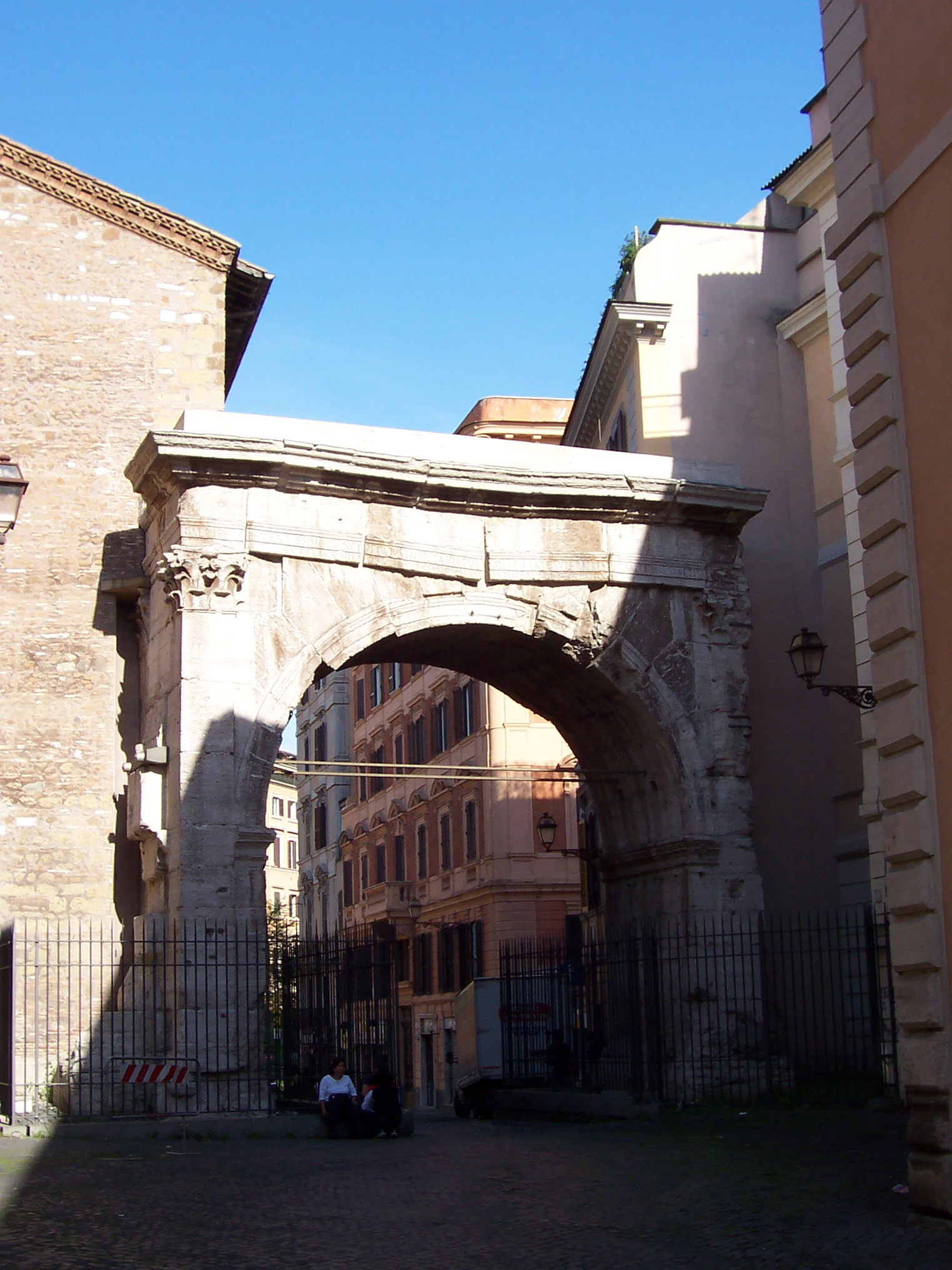
Gallienův triumfální oblouk v Římě, postavený z iniciativy Marka Aurelia Victora v roce 262

Mezi lety 261 a 264 žil Gallienus převážně v Římě, kde se zabýval konsolidací římské správy a vojenství. Na jeho příkaz byli senátoři zbaveni velitelských míst v armádě a nejvyšší vojenské funkce mohl od té doby zastávat každý, kdo se osvědčil v boji. Gallienus také dosadil do čela provincií příslušníky nižšího stavu jezdců, jež pokládal v mnoha směrech za kompetentnější než senátory, a ukončil násilné akce proti křesťanům, nařízené otcem před rokem 260. I když byla 60. léta 3. století jeho vláda náročná, přesto se věnoval i kultuře, především ve vztahu k Řecku. V roce 264 se rozhodl podniknout cestu do Attiky, v Athénách převzal úřad archónta eponyma a dal se zasvětit do eleusínských mystérií. Uvažoval také o výstavbě města filozofů v jižní Itálii, které mělo nést jméno Platónopolis. V tom mu však zabránily další politické problémy.

### Poslední léta na trůně
V roce 265 vytáhl v čele vojska proti Postumovi, porazil ho v bitvě, v průběhu dalších operací byl však zraněn a přinucen výpravu odvolat. Byl to jeden z mála vojenských neúspěchů, jež za své patnáctileté vlády utržil. Při výpravě proti Gótům a Herulům, kteří v roce 267 poplenili jeho oblíbené Řecko, byl úspěšnější. V bitvě na řece Nestu v Makedonii germánské kmeny porazil.
V době, kdy ještě doznívaly boje s Góty, se vnitropolitická situace opět drasticky vyostřila. V první polovině roku 268 Galliena zradil velitel jezdectva Aureolus a v říši vypukla občanská válka. Gallienus svěřil pronásledování Gótů svému vojevůdci Marcianovi, porazil Aureola u dnešního Ponterola v Itálii, při obléhání Milána ho však zavraždili spiklenci kolem prefekta prétoriánů Heracliana (cca září 268). Nový císař Claudius II., který o spiknutí věděl, pak nechal Galliena na nátlak vojáků konsekrovat.

## Gallienův obraz v pramenech
V latinské historické tradici je Gallienus většinou líčen jako slabošský tyran, který se nejen nestará o vládní záležitosti, ale je přímo odpovědný za všechny problémy impéria v 50. a 60. letech 3. století. Důvodem patrně byly Gallienovy vojenské reformy, které připravily o vliv římskou senátorskou elitu, jež tehdy určovala „veřejné mínění“, a ta Gallienovi jeho rozhodnutí nikdy neodpustila. Naopak řecké prameny, tolik nezatížené stavovskou optikou, zobrazily císaře ve velmi příznivém světle, jako energického velitele a mírného vládce. Jejich názor dnes sdílejí i moderní historikové.